# Metapsyllaephagus popovi
Metapsyllaephagus popovi är en stekelart som först beskrevs av Trjapitzin 1967.  Metapsyllaephagus popovi ingår i släktet Metapsyllaephagus och familjen sköldlussteklar. Inga underarter finns listade i Catalogue of Life.